# 大師運河
大師運河（だいしうんが）は、神奈川県川崎市川崎区に存在する運河。京浜工業地帯である川崎区南側の埋立地を通っている。

## 地理

### 隣接している区画・運河

#### 区画
- 浮島町
- 千鳥町

#### 運河
- 千鳥運河
- 多摩運河
- 末広運河
- 京浜運河

千鳥運河・多摩運河とは大師運河の北端で、京浜運河とは大師運河の南端で隣接している。

## 運河データ
- 起点:千鳥町の南東岸付近（京浜運河との合流点）
- 終点:千鳥運河・多摩運河・末広運河との合流点
- 長さ:2200メートル[1]
- 幅:350メートル[1]
- 水深:9メートル[1]

この水域は運河であると同時に、「大師運河泊地」という名称もついている。

## 命名由来
川崎大師に比較的近かった事に由来する。

## 船舶関連
京浜運河との合流点あたりは、「京浜運河第4区」として横浜海上保安部の管轄下にある。信号次第では、この運河から京浜運河に出る事が一時的になる場合がある。